# تشلبو
تشلبو هي قرية في مقاطعة كوهسرخ، إيران. يقدر عدد سكانها بـ 489 نسمة بحسب إحصاء 2016.